# RAID: Shadow Legends
RAID: Shadow Legends è un videogioco free-to-play sviluppato e prodotto da Plarium per dispositivi Android e iOS, lanciato sul mercato nel gennaio 2019.

## Trama
Il gioco è ambientato nel regno di Teleria, che è stato soggiogato dall’Oscuro Lord Siroth. Un antico guerriero Teleriano resuscitato per sconfiggere l’Oscuro Lord e riportare la pace e l’armonia al paese. 

## Modalità di gioco
RAID: Shadow Legends è un gioco di ruolo a tema fantasy basato sulla raccolta a turni con oltre 300 campioni da collezionare distribuiti tra 16 fazioni, in 15 distinte classi di personaggi - tra cui vari sub-umani, elfi, orchi, rettiliani e immortali.
I giocatori devono assemblare un esercito per condurre battaglie in castelli, roccaforti, deserti e templi difesi da nemici e possibili alleati e, nel corso del gioco, accumulano le Schegge, dei recipienti contenenti le anime dei guerrieri del passato. Le Schegge esistono di quattro tipologie contraddistinte da differenti proprietà.
Il gioco consiste principalmente in una campagna di 12 livelli a giocatore singolo basata su una trama (PvE), in cui ciascun livello risulta composto da sette fasi con tre livelli di difficoltà. La campagna PvE è interconnessa con una componente multigiocatore (PvP) per determinare la classificazione dei giocatori.
La trama del gioco è stata scritta da Paul C.R. Monk, candidato agli Writers Guild of America e lo stile artistico adottato è quello occidentale, con personaggi realistici e ambientazioni ispirate al dark fantasy.

## Accoglienza
RAID: Shadow Legends è noto soprattutto a causa della sua aggressiva campagna pubblicitaria, effettuata, in più lingue fra cui inglese ed italiano, in particolare attraverso le sponsorizzazioni di youtuber e streamer di Twitch. La pubblicità è risultata così diffusa, onnipresente ed identica, non importava chi la dicesse, che la versione inglese è diventata una copypasta di internet. 
RAID: Shadow Legends è stato elogiato per la sua grafica ma criticato per la monetizzazione aggressiva sotto forma di microtransazioni. Il gioco è stato generalmente ignorato dalla critica specializzata (ad esempio l'aggregatore di recensioni Metacritic indica una sola recensione) e, per buona parte delle recensioni della critica non specializzata, è stato evidenziato che avessero deciso di trattare il gioco solo per l'estesa campagna pubblicitaria del 2019.
Pocket Gamer che ne ha lodato la "pura qualità grafica", i personaggi "splendidamente rappresentati ed animati" e la "generosa esperienza riservata ai nuovi giocatori". TheGamer ha criticato pesantemente il gioco, citando la sua mancanza di profondità e struttura freemium, descrivendolo come "l'epitome del pay to win. Gamezebo ha intessuto le lodi del gioco per aver contribuito a sostituire “le tipiche immagini in stile anime con un look fantasy decisamente più realistico e dark fantasy" ed ha proseguito scrivendo di una “esperienza decisamente straordinaria, con alcune delle migliori animazioni belliche ed effetti ambientali mai visti prima in questo genere” ma ha criticato la monetizzazione alla base del gioco, sottolineando che i progressi sono difficili per via della spesa richiesta per ottenere i vari aggiornamenti.
Il quotidiano austriaco Heute ha scritto che la struttura del gioco risulta ideale per le piattaforme mobili e sufficientemente complesso per mantenere impegnati anche i più ferventi patiti di giochi di ruolo. BlueStacks ha elogiato a sua volta la grafica affermando "Le animazioni sono semplicemente spettacolari, con la qualità che si vede raramente in questi giochi" e concludendo che "i giocatori amano il combattimento fantasy con un approccio più realistico, simile a Il Signore degli Anelli, e probabilmente si divertiranno molto con RAID: Shadows Legends". Il sito web Hyptertext ha elogiato la grafica ma l'ha trovata noiosa e con troppe microtransazioni. Droid Gamers ha affermato che non apporta nulla di nuovo al genere dei gacha game.